# Kharkiv oblast
Kharkiv oblast (ukrainsk: Харківська область, tr. Kharkivska oblast) er en af Ukraines 24 oblaster, beliggende i den østlige del af landet. Oblasten grænser mod nord op til Rusland, Luhansk oblast mod øst, Donetsk oblast mod sydøst, Dnipropetrovsk oblast mod sydvest, Poltava oblast mod vest og Sumy oblast mod nordvest.
Kharkiv oblast blev grundlagt den 9. februar 1932  og har et areal på 31.415 km2
. Oblasten er den tredje mest folkerige i Ukraine med en befolkning på 2.598.961 (2022) indbyggere, hvoraf nær ved 1,5 million bor i Kharkiv, oblastens hovedby og administrative center. I byerne i Kharkiv oblast tales primært russisk, andre steder i oblasten tales primært ukrainsk.
Oblastens største by er Kharkiv med 1.453.541 indbyggere. Andre større byer er Lozova (58.307), Izjum (51.511), Tjuhujiv (32.338) og Pervomajskyj (30.738).
Kharkiv oblast er efter den ukrainske reform, som blev vedtaget i Verkhovna Rada den 17. juli 2020, administrativt inddelt i 7 rajoner: Bohodukhiv, Izjum, Kharkiv, Krasnohrad, Kupjansk, Lozova og Tjuhujiv. Af disse har Krasnohrad rajon det mindste befolkningstal på 108.900, mens Tjuhujiv rajon med 202.200 indbyggere har det næststørste befolkningstal efter Kharkiv, hvor tallet er 1.762.800.